# Arctoconopa forcipata
Arctoconopa forcipata är en tvåvingeart. Arctoconopa forcipata ingår i släktet Arctoconopa och familjen småharkrankar.

## Underarter
Arten delas in i följande underarter:
- A. f. forcipata
- A. f. gaspicola
- A. f. kostjukovi